# ميتسو ناكامورا
ميتسو ناكامورا (باليابانية: 中村光夫) (5 فبراير 1911، طوكيو في اليابان - 12 يوليو 1988، كاماكورا في اليابان)؛ كاتب، كاتب مسرحي وروائي ياباني.